# Remboursement d'impôts
 (novembre 2018).
Si vous disposez d'ouvrages ou d'articles de référence ou si vous connaissez des sites web de qualité traitant du thème abordé ici, merci de compléter l'article en donnant les références utiles à sa vérifiabilité et en les liant à la section « Notes et références ».
Un remboursement d'impôt est un remboursement lorsque l'impôt à payer est inférieur à l'impôt payé. 
Les contribuables peuvent souvent obtenir un remboursement d'impôt sur leur impôt sur le revenu si l'impôt qu'ils doivent est inférieur à la somme du montant total des retenues d'impôt et des impôts estimatifs qu'ils ont payés, plus les crédits d'impôt remboursables qu'ils réclament (les remboursements d'impôt sont souvent payés après la fin de l'année fiscale).

## RDC Congo

### États-Unis
Selon l'Internal Revenue Service, 77 % des déclarations de revenus produites en 2004 a donné lieu à un chèque de remboursement, en moyenne, le chèque de remboursement étant de 2 100 $. En 2011, le remboursement d'impôt moyen était de 2 913 $. Les Contribuables peuvent choisir d'avoir leur remboursement directement déposés dans leur compte en banque, avoir un chèque par la poste, ou leur remboursement appliqué à l'année suivante de l'impôt sur le revenu. 
En 2006, les déclarants peuvent fractionner leur remboursement d'impôt avec le dépôt direct dans un maximum de trois comptes distincts, avec trois différentes institutions financières. Cela a donné aux contribuables la possibilité d'enregistrer et de consacrer une partie de leur remboursement (plutôt que de dépenser leur remboursement). Chaque année, un certain nombre de contribuables américains obtiennent des remboursements d'impôt, même s'ils ne doivent payer aucun impôt sur le revenu. Cela est dû aux retenues à la source et au crédit d'impôt sur le revenu gagné. Comme la retenue d'impôt est calculée sur une base annualisée, une personne qui vient d'entrer sur le marché du travail ou qui est au chômage pendant une longue période, aura plus d'impôts de ce qui est dû. Les prêts d'anticipation de remboursement sont un moyen courant pour recevoir un remboursement d'impôt tôt, mais au détriment de frais élevés qui peuvent atteindre plus de 200 % d'intérêt annuel. Dans les années 1990, les remboursements pouvaient prendre jusqu'à douze semaines pour revenir aux contribuables; Cependant, le délai moyen de remboursement est maintenant de six semaines, et les remboursements des déclarations produites par voie électronique arrivent dans trois semaines.
Certaines personnes croient qu'obtenir un remboursement d'impôt important n'est pas aussi souhaitable qu'avoir une retenue à la source plus précise tout au long de l'année, car un remboursement important représente un prêt remboursé par le gouvernement sans intérêt. Idéalement, un rendement devrait entraîner un paiement d'un montant inférieur au montant qui entraînerait une pénalité, soit 100 % de l'impôt de l'année précédente (110 % pour les particuliers à revenu élevé), 90 % de l'impôt de l'année en cours, ou 1 000 $ pour les personnes qui ont une retenue d'impôt directe et qui ne paient pas d'impôt estimé. Afin de diminuer le montant du remboursement d'impôt qui doit être reçu par les contribuables, ils peuvent recourir à l'une ou plusieurs des méthodes suivantes :
- Ajuster le montant de l'impôt que le gouvernement fédéral retient du salaire. Il est recommandé aux contribuables de le faire dans les cas où leurs ajustements au revenu, aux exemptions et aux déductions demeurent relativement stables d'une année à l'autre et si le gouvernement est systématiquement tenu de rembourser un montant important.
- Dans le cas des personnes entièrement exonérées de l'impôt de l'État, ils peuvent vérifier auprès de leur autorité fiscale de l'État pour voir s’il existe un formulaire approprié qui peut être rempli et déposé, ce qui les exempterait de la retenue d'État
- Vérifier les taux d'imposition et les seuils de revenu brut ajusté (applicable si les contribuables se situent près du bas de certaines tranches d'imposition et que des changements ont été apportés aux seuils et / ou aux taux d'imposition)
- Profiter de la déduction pour frais médicaux (applicable aux frais médicaux imposés pour les années d'imposition commençant en 2013)
- Maximiser le montant autorisé à épargner en franchise d'impôt pour la[6]

Cependant, certaines personnes utilisent le remboursement d'impôt comme un simple « plan d'épargne » pour obtenir de l'argent chaque année (même si c'est de l'argent excédentaire qu'ils ont payé plus tôt dans l'année). Un autre argument est qu'il est préférable d'obtenir un remboursement plutôt que de devoir de l'argent, car dans ce dernier cas, on pourrait se trouver sans fonds suffisants pour effectuer le paiement nécessaire. Lorsqu'il est correctement rempli, le Formulaire W-4 retient à peu près le montant exact de taxe pour éliminer un remboursement ou un montant dû, en supposant que le W-4 a été rempli au début de l'année d'imposition.
Une loi fédérale Américaine, signée en 1996 contenait une disposition qui a exigé au gouvernement fédéral de rendre les paiements électroniques en 1999. En 2008, le Ministère du Trésor Américain couplé avec Comerica Bank à offrir l'Express Direct de Débit MasterCard carte de débit prépayée La carte est utilisée pour effectuer des paiements fédéraux de bénéficiaires de prestations qui n'ont pas de compte en banque. Toutefois, les remboursements d'impôt sont exemptés de l'obligation de paiement électronique. De nombreux États américains envoient des remboursements d'impôt sous la forme de cartes de débit prépayées pour les gens qui n'ont pas de comptes bancaires.

### Nouvelle-Zélande
En Nouvelle-Zélande, l'impôt sur le revenu est déduit par l'employeur en vertu du système fiscal PAYE (Pay as you Earn). Ces informations sont collectées et détenues par l'Inland Revenue Department (IRD) et n'est pas traitée automatiquement. Cependant, certains salariés peuvent demander un résumé des résultats pour voir s'ils ont payé ou sous-payé leurs impôts, pour chaque année financière donnée. Pour demander un remboursement d'impôt, une déclaration sommaire doit être déposée; cela peut être fait en traitant avec l'IRD, directement ou par l'intermédiaire d'un Agent de l'Impôt. Si une déclaration sommaire est demandé dans une situation où la taxe serait due, d'une dette est créée, afin de corriger les calculs avant cette demande sont importants, et ces services de base sont offerts par les tiers des agents fiscaux. Les agents fiscaux de la Nouvelle-Zélande sont en grande partie auto-régulation, à l'Association fiscale en ligne de Nouvelle-Zélande (OTANZ) en fournissant des orientations et des règles de gouvernance pour la Nouvelle-Zélande grand 4 remboursement de la taxe sur les organismes qui servent la plupart du marché des remboursements d'impôt.

### Inde
En Inde, il existe une clause de remboursement de l'impôt excédentaire avec intérêts. Pour demander un remboursement, il faut produire la déclaration de revenus dans un délai déterminé. Toutefois, aux termes des articles 237 et 119 (2) b) de la Loi de l'impôt sur le revenu, le commissaire en chef ou le commissaire à l'impôt sur le revenu est autorisé à tolérer un retard dans la demande de remboursement.
Des dispositions de remboursement des droits existent en matière de fiscalité indirecte. Dans la section 11 B de la loi de 1944 sur les accises centrales, qui est également applicable dans le cas de l'impôt sur les services (loi de finances de 1994).

### Irlande
En Irlande, l'impôt sur le revenu est déduit par l'employeur en vertu de la PAYE (Pay as you Earn) système fiscal. Si elle est incorrecte des crédits d'impôt sont appliqués par l'employeur, puis un remboursement de l'impôt est dû. Les remboursements de la taxe peut également être due, pour les revenus, les déductions qui s'appliquent après l'année d'imposition qui a pris fin, si on finit de travail avant la fin de l'année, ou de l'évaluation conjointe des impôts pour un couple marié. Les remboursements de la taxe doit être présentée dans les quatre ans de la fin de l'année d'imposition si l'on est évalué dans le cadre du CAFE système fiscal.